# 陳戊寅
陳戊寅（1922年—1994年3月4日），臺灣嘉義縣六腳鄉魚寮村人，柔道家、抗日人物 。

## 生平
1922年，陳戊寅生於北港溪出海口的魚寮村，幼時常在沙洲溪流奔跑潛游，身體強健。就讀小學時，向表兄家中聘請的少林派武師學習拳術，十五、六歲時就已具備成年人的體格。當時臺灣教育，學生可在課中學習柔道外，課後包括一般民眾也可去武德殿練習，是臺灣柔道最蓬勃發展的時刻。1937年，進入嘉義農專（今嘉義大學）就讀的他，在武道這科目選擇柔道，接受濱田專任老師、嘉義警察署角田教官兩人的教導。他五年級時，校方又聘請曾獲得日本全國柔道亞軍、國家級教練的岩淵佶，因而他柔道突飛猛進，1941年獲柔道初段，1942年參加第二十二回全臺灣中等學校柔道大會獲冠軍，畢業前就已柔道三段。他的絕招是多次在北港溪畔沙洲苦練而成的「腳剪」。此外，他也不荒廢學業，常在深夜溫書。
1942年畢業，陳戊寅報考日本人所舉辦的海南師範（今海南師範大學）考試，兩百多名只錄取兩名，而他正是一位。1943年得到全海南島柔道大會冠軍。畢業後，先在海南島當地擔任數個月小學教職，後被派任文昌縣重興鎮的小學校長。在擔任校長時，因不滿當地日軍的高壓統治，1945年3月12日凌晨，與鍾韋明、林朝巒、翁森林、巫當白等臺灣同胞襲擊日軍的重興分遣隊，殲滅日人、壓制十幾名臺籍日本兵，然後收集武器彈藥，投靠抗日軍保安第七團，並擔任瓊山縣縣長陳哲的日文秘書參與研究敵情。日軍投降後，他在瓊山反正集中營被推為總代表。1946年6月返臺。
對此段海南島抗日經歷，陳戊寅寫詩紀念：「瓊州被占苦眾生，日敵病狂顯獸行，熱血難堪終投筆，陣中滅敵建功成。」之後因此事與郭經、翁森林、郭方記等人獲干城獎章。返鄉後，短期擔任嘉義地方法院看守所主任，後在嘉義縣東石農業學校（今國立東石高級中學）任體育老師與兼任朴子分局柔道教官，共在學校任教約十五年。
1952年，提供簡國賢在嘉義的生活費的陳克誠曾到東石農校找陳戊寅約十次，在簡國賢於1953年被捕後，陳戊寅也差點因叛亂罪受累。
在東石農校教職期間，陳戊寅多次參與柔道與國術比賽，如1955年在臺北市三軍球場獲得第一屆國術比賽摔角組冠軍，擊敗南京國術大賽冠軍的劉漢，並因折斷了劉漢的腿骨而感到惋惜。1958年亞洲運動會，與柔道四段松村茂也激戰，纏鬥到時間結束，因分數差輸而獲亞軍。1958年，柔道晉升五段。退休後，在1961年於嘉義市創辦和平柔道館，作詩闡揚：「和平館義在修身，繼往開來育他人，看破紅塵在妙理，心如明鏡學如仁。」
在武道館授徒期間，陳戊寅逐漸退居幕後，扮演起裁判與教練，但依然會參與比賽，如1965年得巴西世界柔道錦標賽重量級選拔賽第一名。1968年，柔道六段。1979年獲國際A級柔道裁判。1986年，柔道七段，數年後在1990年晉升八段。除柔道外，他也會投鏢、吹箭、九節鞭等冷兵器，在1980年全臺國術比賽兵器組得表演第一名；也寫書法，作品有登錄在第四十五回的大日本書芸院展作品集。
1992年8月，陳戊寅重返海南島作懷念之旅。1994年3月4日清晨，他因心肌梗塞於自家的道館去世，前一天下午還穿著道服指導學生與寫書法送給日本友人。去世後追贈柔道九段、以及教育部的國光體育獎章。